# 王羲之
王羲之（303年—361年），字逸少，琅邪郡临沂县（今山东省临沂市）人，官拜右軍將軍，人稱王右軍。為王導之姪，是東晉時期的书法家，人稱书圣，與書法家鍾繇合稱為「鍾王」。其書法師承衛夫人（衛夫人則師承鍾繇）
王羲之的书法实践，变当时流行的章草、八分为今草、行书、楷书，是书体转换时期平地而起的高峰。其書法尺牘散見於唐朝的精摹本《十七帖》、《快雪時晴帖》、现藏于日本的《丧乱帖》、《孔侍中帖》等名品。王羲之的書法真跡皆已失傳，其作品《蘭亭集序》等帖，均為後人臨摹。

## 家世

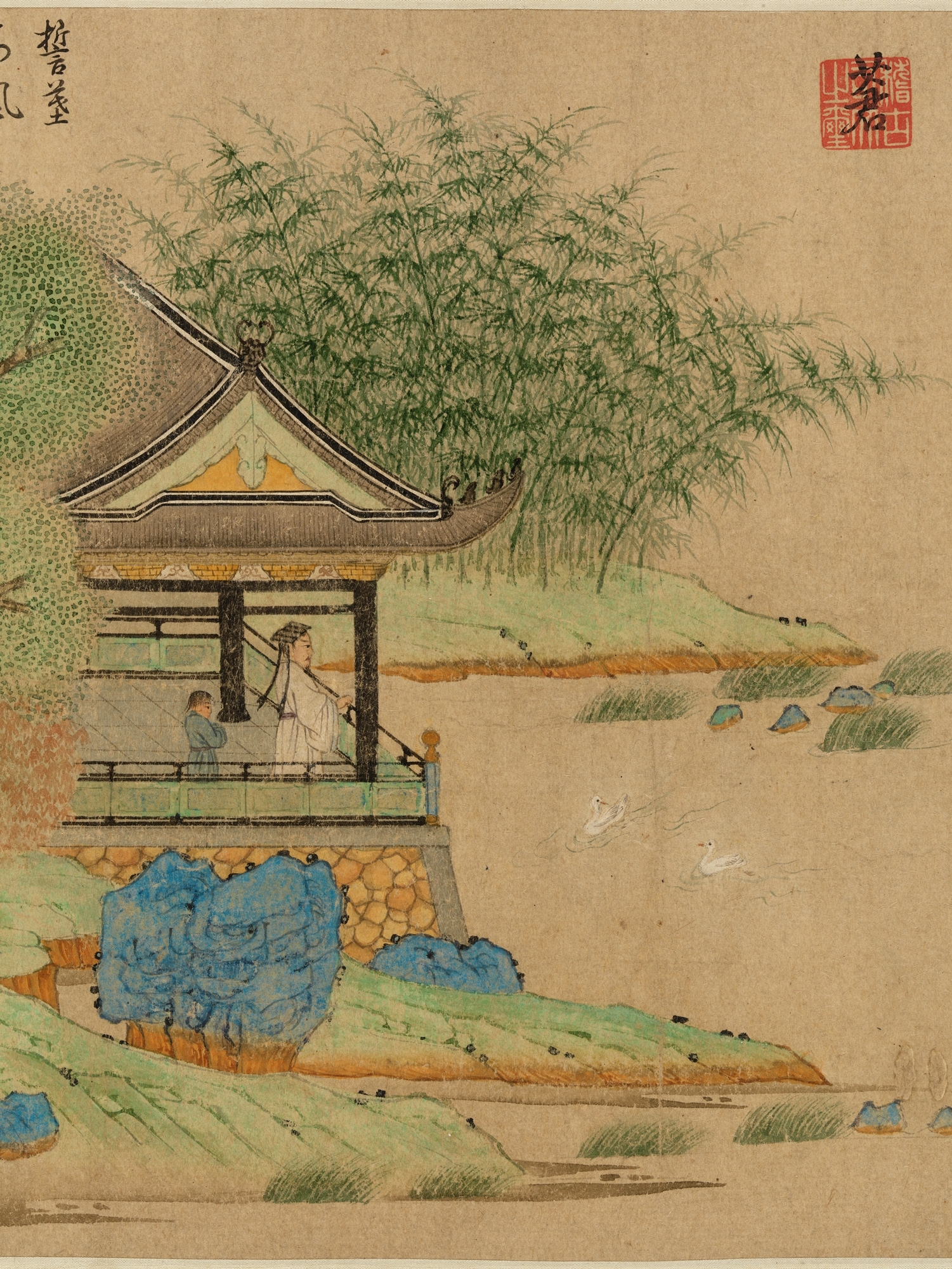
王羲之觀鵝圖，元钱选繪

王羲之出身名門望族。祖籍琅邪，琅邪王姓原本出自姬姓，其家史可以追溯到周靈王太子王子喬的後人，王羲之十七世祖王元為避秦朝時亂乃由咸陽遷至琅邪。王羲之的曾祖父王覽是二十四孝裡的「臥冰求鯉」王祥同父異母的弟弟。王祥於晉武帝時拜太保，王覽亦官至光祿大夫。
匈奴擊破晉朝之後，社會動盪，人心惶惶，晉元帝在江北和江南招攬人才，大批北方士族「渡江」南遷。313年，王羲之年僅十歲，隨著琅邪王氏家族遷居金陵，王导为晋元帝丞相，王家子弟位居皇室朝廷的大部分重要權职。查考《晉書》，王氏列傳佔據很大的比例。
陳郡謝氏在东晋中期崛起，与王氏齐名。王謝兩家關係友好，也常聯姻通婚，號稱王謝。但王羲之的兒子們特长是清談、書法等，較無政治才能；謝安為首的謝家子弟除了文藝之外，統領北府兵，也能征善戰，多以軍功身居國家要職。

## 生平
303年（晉惠帝太安二年），王羲之出生於琅邪郡临沂（今属山东）。父親是王曠，母親是衛氏，王羲之另有一胞兄王籍之。在時局混亂的西晉末年，父親任丹陽太守，西晉朝滅亡之後，王羲之於313年（10歲）隨父母遷居晉朝廷迁徙，父親王曠也功不可沒，可惜父親早逝，喪父以後全靠母兄撫育成人。

### 結婚
323年（晉明帝太寧元年），王羲之時年21歲，太尉郗鑒想跟王氏結親，派人去看王氏子弟哪個最適合當女婿。王導請郗鑒派去的人到東廂選婿。王氏的青年男子們都穿戴整齐，希望能被选上，唯有王羲之「坦腹東床」，露出肚子躺在東邊的床上，一副不在乎的模样。郗鑒得知之後，反而欣赏王羲之的真誠樸實，選中了他，把女兒郗璿嫁給他。這是成語東床快婿的由來。王羲之與郗璿共育有七子一女。其中，七子王獻之亦是知名的書法家，父子並稱為「二王」。

### 仕途
王羲之最初的官職是秘書郎，其主要任務是整理和校閱宮中文庫中的圖書。東晉時期許多貴族子弟，年齡很小就獲得官銜進入仕途了，唯獨王羲之在他23歲左右才任秘書郎之職。有人認為，這是因為他伯父王導在掌握東晉大權時推行「憒憒之政」的政治綱領，王羲之持不同政見，所以他任官的時間一拖再拖。也有人認為，這是他父親王曠受命救援上黨之役失敗的緣故。
王羲之年輕時即享有美譽，朝廷公卿皆愛其才器，最後終於在348年（永和四年）升為護軍將軍。護軍將軍權力很大，不但有一支保護皇帝和京師的軍隊，而且其下有屬官，若受命出征，還可以設參軍。王羲之恪盡職守，關心士卒的疾苦，他任護軍將軍時發了題為《臨護軍教》的第一道命令。

#### 《蘭亭集序》

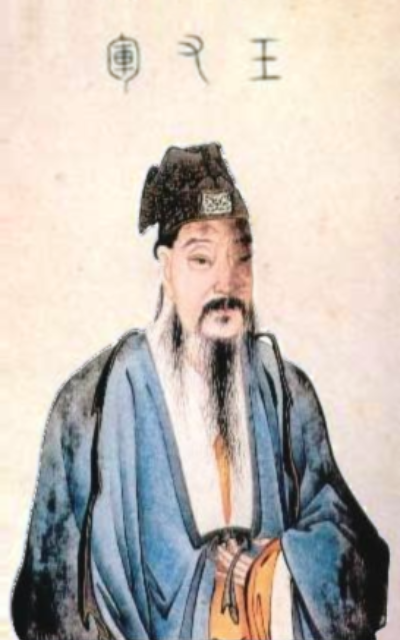
王右軍（羲之）像

353年（永和九年三月三日），50歲的王羲之與孫綽、許詢、謝尚、支遁等当时一流名士42人於會稽山陰（浙江紹興）之蘭亭賞酒玩詩。蘭亭之起源，是越王勾踐在此種植蘭花，而漢代在此建立驛站，故名「蘭亭」。當天朗氣清，惠風和暢，茂林脩竹，又有清流激湍，映帶左右，26名文人們「曲水流觴」，得詩37首，集為《蘭亭詩》。《蘭亭集序》為王羲之為《蘭亭詩》寫的序言，共計324字。《蘭亭集序》歷來被認為是書法經典傑作，有「行書第一」之稱。王羲之以特選的鼠鬚筆和蠶繭紙書寫。文章前半段敘事寫景、描述聚會盛況、抒發人生感想；後半段則議論抒情，在靜與躁的對比中，感慨人生苦短，世事無常，生與死一念間，轉瞬即逝，企望長生之意。由於王羲之當時處於酒酣耳熱、性情奔放之際，該序言通篇語言流暢，不勉強藻飾、通俗自然，駢散結合，靈活自如，堪稱歷代散文名篇。《蘭亭集序》中雖有多字重複，但重複字各有氣蘊，而不雷同。後來，「蘭亭」成了書法家匯集之地。《蘭亭集序》的真跡現在已經佚失，流傳下來的均為臨摹本。

### 辭官退隱
王羲之經常接觸的親朋好友不少是尚玄修道的名士，尤其与道士许迈深交，经常与道友一起浪跡山水、采集仙药，早有辭官修道之心。《蘭亭集序》寫成後两年，因不受朝廷重用，即“称病去郡”。终老嵊县金庭。
355年（穆帝永和十一年），王羲之寫下後世流傳的《告誓文》後，即離開官場，過著閒雲野鶴的退隱生活。许询得知王氏隐居金庭，特从萧山趕來与之为邻。王羲之辭官後沒有繁瑣的政務糾纏，在精神上顯然是得到了解放，只有自己身體日漸衰弱、病痛纏身使他痛苦，兩個孫女夭折之事令他傷心。

#### 《快雪時晴帖》

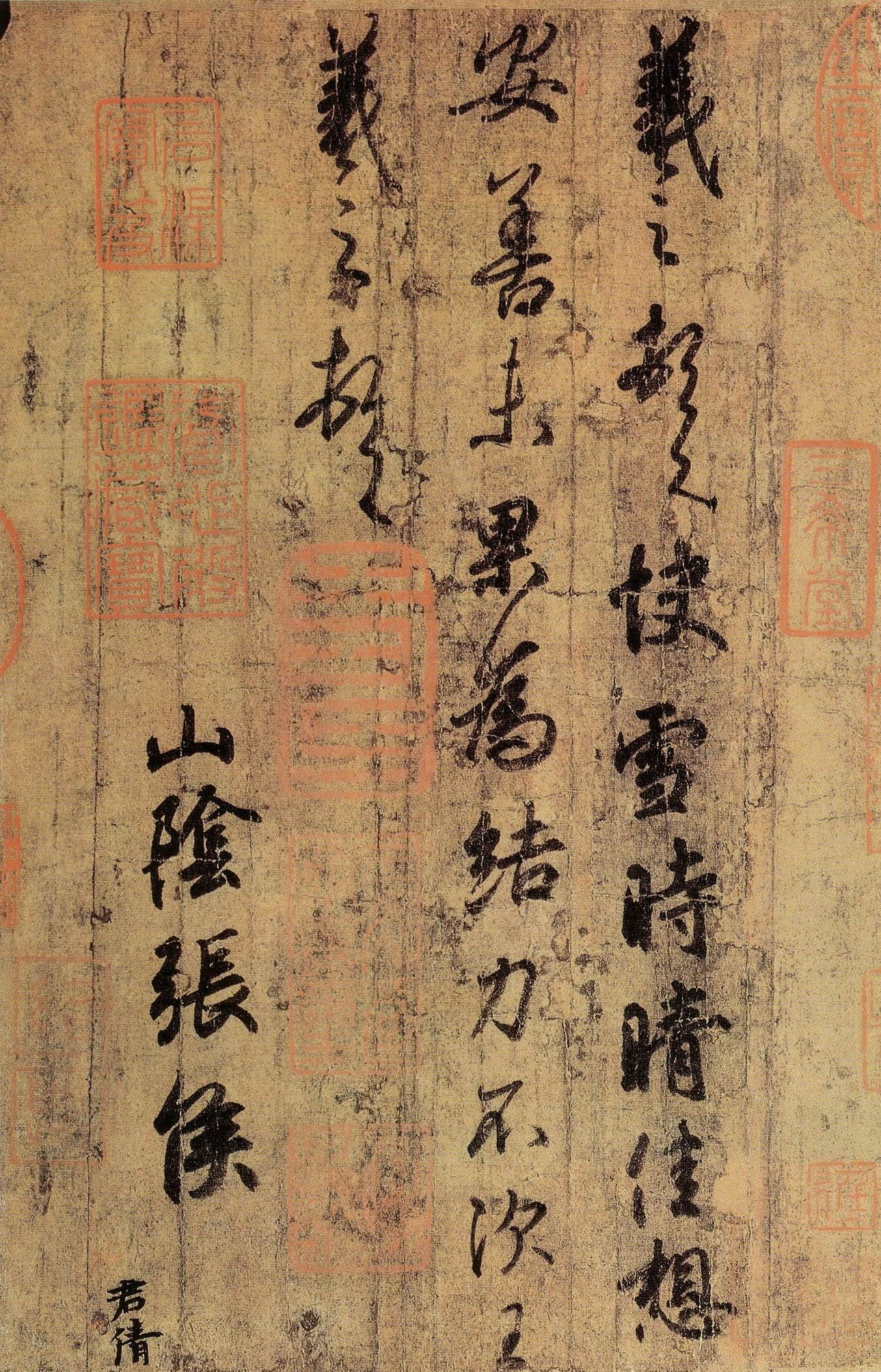
快雪時晴帖

王羲之晚年墨寶《快雪時晴帖》是寫給山陰張侯的一個帖文，全文只有28個字，此時，他已經辭去官職，享受著隱逸自然的生活。此帖材質為紙本，尺寸縱23公分，橫14.8公分。全文如下：
「羲之頓首 快雪時晴 佳想安善 未果 為結 力不次 王羲之頓首 山陰張侯」
（白話翻譯：山陰張先生你好，剛才下了一場雪，現在天又轉晴了，想必你那裡一切都好吧！上次的聚會我沒能去，心裡很鬱悶。你家送信的人說不能在我這裡多停留，要趕快回去，那我就先寫這些吧。王羲之敬上。）
第一句「羲之頓首」是草書，筆墨流暢優雅，宛若遊龍。第二句「快雪時晴」，筆畫由草書轉向行書，雍容古雅、圓渾妍媚。而第三、第四、第五句…字體也不盡相同，有不同的韻味。

### 逝世
王羲之信奉道教，認為服食藥石可以成仙或長生不老（擇藥帖即是一例），因此有長年服食藥石的習慣。晚年因病投注更多的時間到深山中採集藥石服食，然而藥石並沒有使王羲之延壽，反而可能傷害了他的身體，最後在健康狀況日益惡化的情況下，年僅59歲就與世長辭了。葬于孝嘉乡济度寺(今浙江省嵊州市金庭镇）。
而王羲之的妻子郗璿則非常長壽，活到了90歲。

## 现存作品（含刻本、摹本）列表

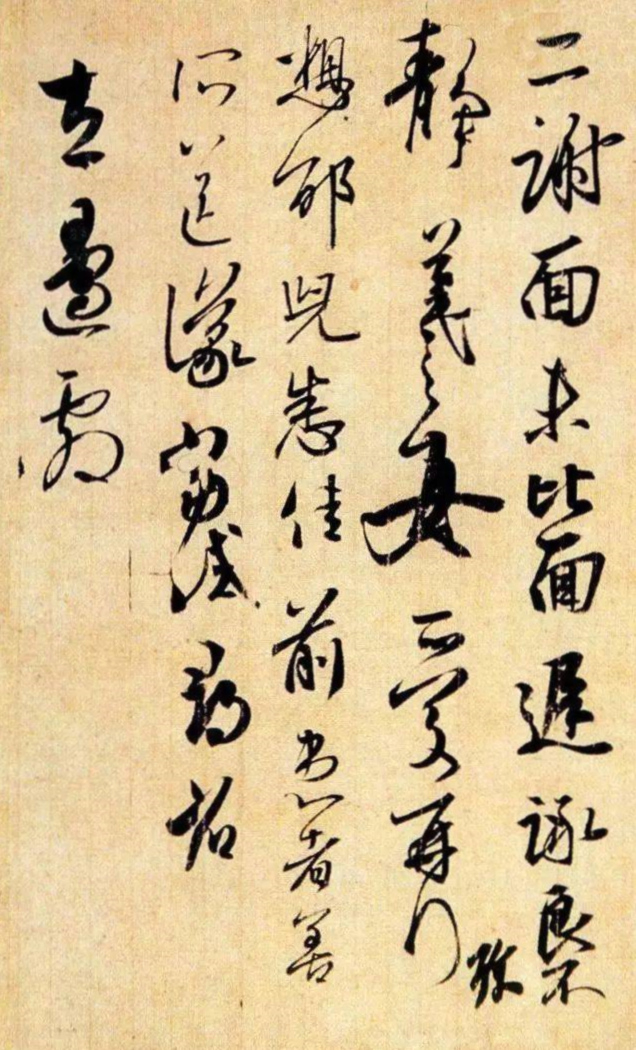
二谢帖

唐太宗时，王羲之的书法有3000多卷，到宋太宗时只剩160余件。至今已知仅存摹本、碑文及拓本約30件，而書帖真跡已無存世。
- 快雪时晴帖（唐代摹本，藏於台北國立故宮博物院；和中秋帖及伯遠帖合稱“三希”）
- 兰亭序（被稱為“天下第一行書”，唐代雙勾填墨摹本《神龍本》藏於北京故宮博物院）
- 寒切帖（又名《廿七帖》、《谢司马帖》；唐代雙勾填墨摹本，藏於天津博物馆）
- 黄庭经（亦名《換鵝帖》；曾摹刻上石，宋代拓本藏於北京故宮博物院）
- 平安帖、何如帖、奉橘帖（唐代雙勾填墨摹本，藏於台北國立故宮博物院）
- 远宦帖（亦名《省别帖》，十七帖中的一封书信；唐代雙勾填墨摹本，藏於台北國立故宮博物院）
- 丧乱帖、二谢帖、得示帖（唐代雙勾填墨摹本，藏於日本皇室）
- 乐毅论（梁拓本）
- 忧悬帖（唐代雙勾填墨摹本，藏于日本前田育徳会（日语：前田育德會））
- 孔侍中帖和频有哀祸帖（唐代摹本，二帖连为一纸，藏于前田育德會）
- 姨母帖（《唐摹万岁通天帖》之一；唐代摹本，藏於辽宁省博物馆）
- 初月帖（《唐摹万岁通天帖》之二；唐代摹本，藏於辽宁省博物馆）
- 行穰帖（唐代雙勾填墨摹本，藏於美国普林斯顿大学美术馆）
- 七月都下帖（唐代臨本，藏於台北國立故宮博物院）

- 上虞帖（唐代摹本，藏於上海博物馆）

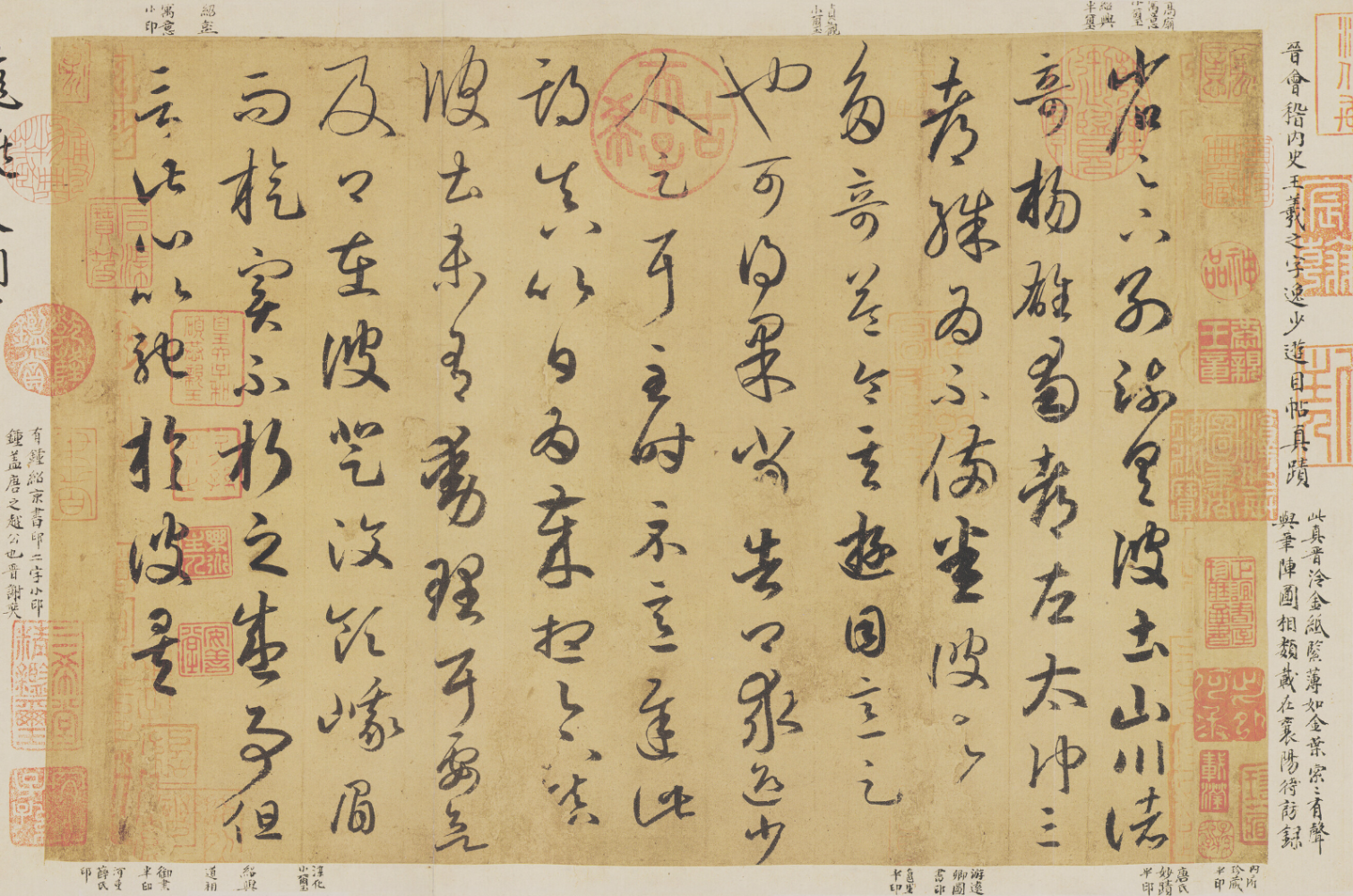
遊目帖（彩色復原）

- 游目帖（又名《蜀都帖》；一般認為是唐代摹本，但因帖右有題跋言：「《晉會稽內史五羲之字逸少遊目帖真蹟》此真晉冷金紙，緊薄如金葉，索索有聲，與《筆陣圖》相類，載在《襄陽侍訪錄》」，故極有可能是王羲之的草書真蹟。藏於日本，但二戰時毁於广岛的原子弹爆炸，現存影印複製本）
- 大道帖（又名《一笔书》；唐代或米芾臨本，藏於台北國立故宮博物院）
- 雨后帖（宋代臨本，藏於北京故宮博物院）
- 其書帖（收录于贞松堂藏歷代名人法书）
- 東方朔像讚（唐代临本，藏於台北國立故宮博物院）
- 孝女曹娥碑（現存拓本及東晉佚名絹本，後者藏於辽宁省博物馆）
- 興福寺断碑（又名《吴文碑》，唐代僧人大雅集王羲之的字刻成，明代万历出土时就仅存下半截，藏於陕西省博物馆）
- 大唐三藏聖教序（唐代沙門懷仁集王羲之的字刻成，宋代拓本藏於天津博物馆）
- 妹至帖（唐代雙鈎填墨摹本，藏於日本私人處）
- 大报帖（唐代雙鈎填墨摹本，藏於日本私人處）[5]
- 袁生帖（唐摹本，京都藤井有邻馆所藏）[6]
- 淳化阁帖（丛帖，宋太宗集內府的書帖命人经双钩描摹后刻在石版或木版上再拓印装订成帖，收錄10卷、總計420帖，第6、7、8卷是王羲之的書帖，共160多帖；宋代拓本藏於上海博物馆）
- 澄清堂帖（集帖，南宋集王羲之的書帖刻成；宋代拓本残卷藏於北京故宮博物院）

### 歷代評論
- 梁武帝蕭衍評其書曰：「王羲之書，字勢雄逸，如龍跳天門，虎卧鳳闕。」[7]
- 唐太宗李世民讚道：「詳察古今，研精篆素，盡善盡美，其唯王逸少乎！觀其點曳之工，裁成之妙，烟霏露結，壯若斷而還連；鳳翥龍蟠，勢如斜而反直。玩之不覺為倦，覽之莫識其端。心摹手追，此人而已，其余區區之類，何足論哉！」[7]
- 唐李白有詩《王右軍》曰：「右軍本清真，瀟灑出風塵。山陰過羽客，愛此好鵝賓。掃素寫道經，筆精妙入神。書罷籠鵝去，何曾別主人。」
- 《晋书·王羲之传》：“（右军）犹善隶书，为古今之冠，论者称其笔势，以为飘若浮云，矫如惊龙。”

## 軼事

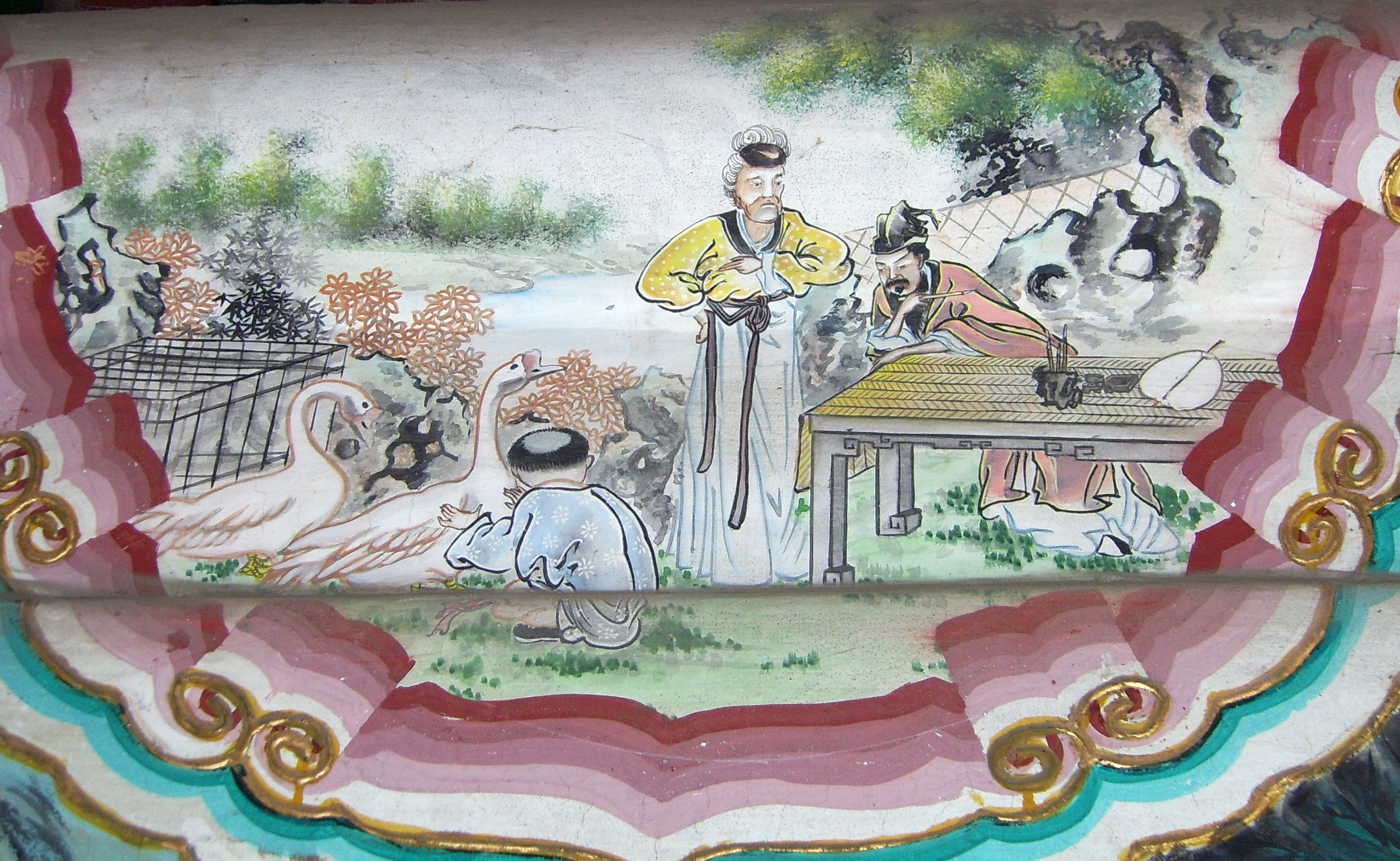
颐和园长廊的右军题扇绘画故事

- 王羲之七歲能寫一手好書法，十二歲時，發現父親經常待在書房裡，拿出一本書來閱讀，神態極其虔誠和認真，然後磨墨寫字，最後小心翼翼地將那本書放在枕中。王羲之乘父親一次外出的機會，「竊而讀之」，此書原是衛夫人所藏的東漢蔡邕的《筆論》。他的父親王曠發現了，對兒子說：「你為什麼偷拿我秘藏之書來看？」王羲之只是笑而不答。母親說「看用筆的方法、奧秘吧。」父親覺得他年紀還小，怕他沒辦法領悟其中妙處（一說保守秘密），於是告訴羲之：「等你長大成人，我再教你。」羲之懇求道：「現在就學吧，假如等到長大後，恐怕會耽誤到孩兒的天賦發展。」父親很高興，被小羲之的上進心感動，就將書借給了他。王羲之按《筆論》的教導练习筆法，一個月內便进步明显，筆法日漸老成。老師衛夫人見到後，流著淚說：「這孩子將來一定會比我還出名。」
- 羲之小時候不善於表達，話並不多，人們都不看好他。羲之十三歲那年，曾拜訪當時的名士周顗，席間，周顗察覺到王羲之異於常人，定非庸才。於是將名貴的烤牛心切了，送到羲之面前——在座的賓客都還沒吃——使羲之先飽口福，王羲之的名聲因此傳了開來。
- 郗鑒派門生往王府選婿，王府子弟均刻意保持矜持，唯獨王羲之露著肚皮躺在東牀上吃餅，好像沒聽說這回事一樣。郗鑒便認為他是適合的人選，便決定將女兒郗璿嫁給他[8][9][10][11]。女婿因此而稱為「東牀」，於是「東床坦腹」或「東床快婿」變成稱讚有女之家嫁得好歸宿的代名詞。

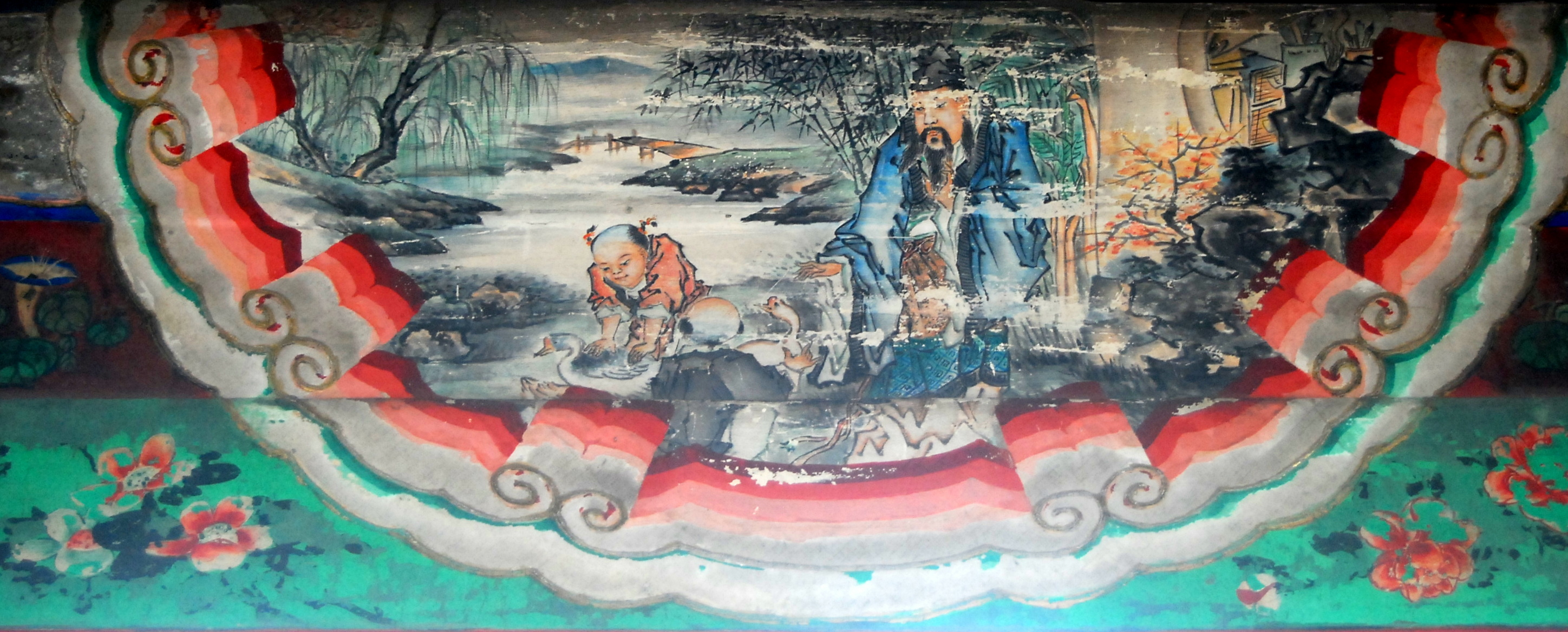
颐和园长廊的羲之爱鹅绘画

- 王羲之爱鹅成癖[12]，传说是因为他喜欢观察鹅游水时鹅掌的动作，从中学习，以提高自己的书法用腕技巧[13]。山阴有一道士，希望王羲之能为他抄写一部《黄庭经》，但是又不敢贸然提出。他精心饲养白鹅，与之相赠，并提出写经的请求，王羲之答应他，抄写一部《黄庭经》送给他。后来这部《黄庭经》被称作右军正书第二，又被称作《换鹅帖》。该帖的宋拓本现藏于北京故宫博物院。有李白诗为证“镜湖流水漾清波，狂客归舟逸兴多。山阴道士如相见，应写黄庭换白鹅。[14]”
- 相传王羲之住处附近有一小池，王羲之每日练完书法均在此洗笔，時間一久，池水為之黑，竟能直接蘸取充墨之用。當年王羲之在溫州擔任永嘉郡守之際，曾在今溫州墨池坊揮灑文墨，故於溫州舊鹿城區市政府前有一墨池。[15]
- 王羲之有一次替皇帝寫祭文，書寫在木板上，工人為了準備下一場祭祀，要削去舊木板的時候，卻發現王羲之的筆跡竟然透入木板，深達三分，可知王羲之的筆力強健。[16]
- 王羲之曾指導陳郡謝氏的謝安，謝安書法亦自成一格。
- 王羲之認為自己出身的瑯琊王氏才是真正代表王氏的正統名門，瞧不起太原王氏出身的王述，因此兩人勢同水火互看不順眼。王羲之後來發現王述之子王坦之是聰明優秀的國家棟樑，反觀自己的兒子們是一群除了書法外近乎一無是處的廢柴時，氣急敗壞，痛罵他們一群人都不如一個王坦之。

## 家庭
| \| \| \| \| \| \| \| \| \| \| \| \| \| 王羲之 \| \| \| \| \| \| \| \| \| \| \| \| \| \| \| \| \| \| \| \| \| \| \| \| \| \| \| \| \| \| \| \| \| \| \| \| \| \| \| \| \| \| \| \| \| \| \| \| \| \| \| \| \| \| \| \| \| \| \| \| \| \| \| \| \| \| \| \| \| \| \| \| \| \| \| \| \| \| \| \| \| \| \| \| \| \| \| \| \| \| \| \| \| \| \| \| \| \| \| \| \| \| \| \| \| \| \| \| \| \| \| 谢奕 \| \| \| \| \| \| \| \| \| \| \| \| \| \| \| \| \| \| \| \| \| \| \| \| \| \| \| \| \| \| \| \| \| \| \| \| \| \| \| \| \| \| \| \| \| \| \| \| \| \| \| \| \| \| \| \| \| \| \| \| \| \| \| \| \| \| \| \| \| \| \| \| \| \| \| \| \| \| \| \| \| \| \| \| \| \| \| \| \| \| \| \| \| \| \| \| \| \| \| 王凝之 \| 王凝之 \| 王凝之 \| 王凝之 \| 王凝之 \| 王凝之 \| \| \| 谢道韫 \| 谢道韫 \| 谢道韫 \| 谢道韫 \| 谢道韫 \| 谢道韫 \| \| \| 谢攸 \| 谢攸 \| 谢攸 \| 谢攸 \| 谢攸 \| 谢攸 \| \| \| 王涣之 \| 王涣之 \| 王涣之 \| 王涣之 \| 王涣之 \| 王涣之 \| \| \| \| \| \| \| \| 王凝之 \| 王凝之 \| 王凝之 \| 王凝之 \| 王凝之 \| 王凝之 \| \| \| 谢道韫 \| 谢道韫 \| 谢道韫 \| 谢道韫 \| 谢道韫 \| 谢道韫 \| \| \| 谢攸 \| 谢攸 \| 谢攸 \| 谢攸 \| 谢攸 \| 谢攸 \| \| \| 王涣之 \| 王涣之 \| 王涣之 \| 王涣之 \| 王涣之 \| 王涣之 \| \| \| \| \| \| \| \| \| \| \| \| \| \| \| \| \| \| \| \| \| \| \| \| \| \| \| \| \| \| \| \| \| \| \| \| \| \| \| \| \| \| \| \| \| \| \| \| \| \| \| \| \| \| \| \| \| \| \| \| \| 谢球 \| 谢球 \| 谢球 \| 谢球 \| 谢球 \| 谢球 \| \| \| 王德生 \| 王德生 \| 王德生 \| 王德生 \| 王德生 \| 王德生 \| \| \| \| \| \| \| \| \| \| \| \| \| \| \| \| \| \| \| \| \| \| \| \| 谢球 \| 谢球 \| 谢球 \| 谢球 \| 谢球 \| 谢球 \| \| \| 王德生 \| 王德生 \| 王德生 \| 王德生 \| 王德生 \| 王德生 \| \| \| \| \| \| \| \| \| \| \| \| \| \| \| \| \| \| \| \| \| \| \| \| \| \| \| \| \| \| \| \| \| \| \| \| \| \| \| \| \| \| \| \| \| \| \| \| \| \| \| \| \| \| \| \| \| \| \| \| \| \| \| \| \| 谢元 \| \| \| \| \| \| \| \| \| \| \| \| \| \| \| \| |        |        |        |        |        |  |  |        |        |        |        |        |        |  |  |      |      |      |      |      |      |  |  |        |        |        |        |        |        |  |  |  |  |  |  |
| |        |        |        |        |        |  |  |        |        |        |        | 王羲之 |        |  |  |      |      |      |      |      |      |  |  |        |        |        |        |        |        |  |  |  |  |  |  |
| |        |        |        |        |        |  |  |        |        |        |        |        |        |  |  |      |      |      |      |      |      |  |  |        |        |        |        |        |        |  |  |  |  |  |  |
| |        |        |        |        |        |  |  |        |        |        |        |        |        |  |  |      |      |      |      |      |      |  |  |        |        |        |        |        |        |  |  |  |  |  |  |
| |        |        |        |        |        |  |  |        |        |        |        | 谢奕   |        |  |  |      |      |      |      |      |      |  |  |        |        |        |        |        |        |  |  |  |  |  |  |
| |        |        |        |        |        |  |  |        |        |        |        |        |        |  |  |      |      |      |      |      |      |  |  |        |        |        |        |        |        |  |  |  |  |  |  |
| |        |        |        |        |        |  |  |        |        |        |        |        |        |  |  |      |      |      |      |      |      |  |  |        |        |        |        |        |        |  |  |  |  |  |  |
| 王凝之 | 王凝之 | 王凝之 | 王凝之 | 王凝之 | 王凝之 |  |  | 谢道韫 | 谢道韫 | 谢道韫 | 谢道韫 | 谢道韫 | 谢道韫 |  |  | 谢攸 | 谢攸 | 谢攸 | 谢攸 | 谢攸 | 谢攸 |  |  | 王涣之 | 王涣之 | 王涣之 | 王涣之 | 王涣之 | 王涣之 |  |  |  |  |  |  |
| 王凝之 | 王凝之 | 王凝之 | 王凝之 | 王凝之 | 王凝之 |  |  | 谢道韫 | 谢道韫 | 谢道韫 | 谢道韫 | 谢道韫 | 谢道韫 |  |  | 谢攸 | 谢攸 | 谢攸 | 谢攸 | 谢攸 | 谢攸 |  |  | 王涣之 | 王涣之 | 王涣之 | 王涣之 | 王涣之 | 王涣之 |  |  |  |  |  |  |
| |        |        |        |        |        |  |  |        |        |        |        |        |        |  |  |      |      |      |      |      |      |  |  |        |        |        |        |        |        |  |  |  |  |  |  |
| |        |        |        |        |        |  |  |        |        |        |        |        |        |  |  | 谢球 | 谢球 | 谢球 | 谢球 | 谢球 | 谢球 |  |  | 王德生 | 王德生 | 王德生 | 王德生 | 王德生 | 王德生 |  |  |  |  |  |  |
| |        |        |        |        |        |  |  |        |        |        |        |        |        |  |  | 谢球 | 谢球 | 谢球 | 谢球 | 谢球 | 谢球 |  |  | 王德生 | 王德生 | 王德生 | 王德生 | 王德生 | 王德生 |  |  |  |  |  |  |
| |        |        |        |        |        |  |  |        |        |        |        |        |        |  |  |      |      |      |      |      |      |  |  |        |        |        |        |        |        |  |  |  |  |  |  |
| |        |        |        |        |        |  |  |        |        |        |        |        |        |  |  |      |      |      |      | 谢元 |      |  |  |        |        |        |        |        |        |  |  |  |  |  |  |

### 曾祖
- 王览（206－278），西晋宗正、光禄大夫，封爵即丘子。

### 祖
- 王正，王览四子，西晋尚书郎，王导、王敦的叔父。
- 夏侯氏，羊耽与辛宪英之外孙女，夏侯庄之女，夏侯湛之妹，晋元帝姨母[17]。

### 父母
- 王旷（约274－328），王正长子，东晋淮南太守。
- 衛氏，衛夫人姐妹

### 叔父
- 王廙，王正次子，东晋骠骑将军。
- 王彬，王正三子，东晋卫将军。

### 妻
- 郗璿，东晋太尉郗鉴之女。

### 子女
- 长子王玄之
- 次子王凝之，妻谢道韫，谢奕之女[18]
- 三子王涣之，妻颍川陈氏，淮南刺史陈逵之女
- 四子王肃之，東晉中書郎、驃騎府咨議，妻陈国殷氏，扬州刺史殷浩之女
- 五子王徽之
- 六子王操之，东晋侍中、尚书、豫章太守[19]，妻济阳江氏，会稽内史江霖之女
- 七子王獻之，前妻郗昙之女郗道茂，后妻新安公主，女王神爱，嗣子王静之
- 长女王孟姜，夫刘暢，子刘瑾

### 後代
- 孫女王神愛（王獻之所生，為晉安帝皇后）
- 曾外孫謝元（王渙之女兒王德生所生）
- 曾外孫謝靈運（王孟姜女兒所生，為魏晉南北朝知名文人）
- 七世孙佛教大師智永（本姓王，名法極）。

## 個人年表
以下為王羲之生平大事及寫帖之年份：
公元303年（西晉惠帝太安二年）

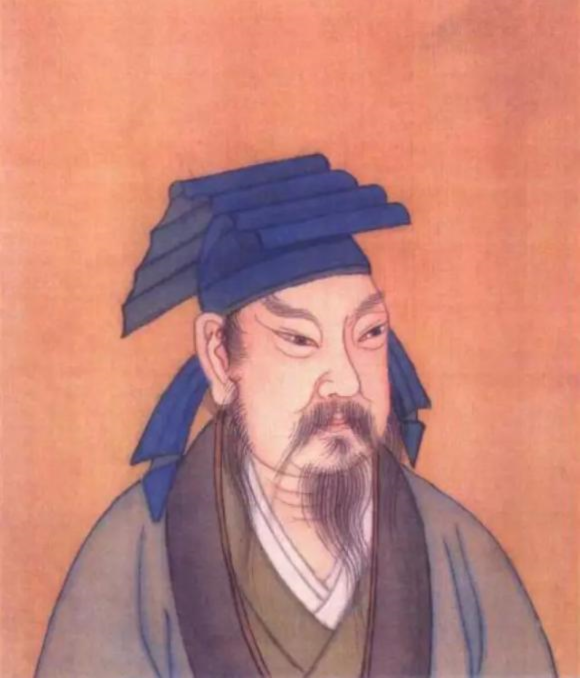
王羲之頭上戴的這種造形的折巾，就被後世稱作「羲之巾」（汝水巾譜）

- 王羲之誕生，陶弘景《真誥》、尚杲《瀑布山展墓記》、張懷瑾《書斷》皆有記載。

公元305年（西晉惠帝永興二年）
- 王羲之三歲，王羲之父親王曠時任丹陽（今南京市）太守。族伯王戎卒。

公元307年（西晉懷帝永嘉元年）
- 王羲之五歲，琅琊王司馬睿都督揚州、江南諸軍事，任命王羲之伯父王導為司馬，並引為知己。王導攜鍾繇《宣示表》過江，後傳給王羲之。

公元309年（西晉懷帝永嘉三年）
- 王羲之七歲，開始隨老師衛夫人（衛鑠）學習書法。漢劉聰進攻洛陽，淮南內史王曠與之交戰，劉聰敗退。

公元311年（西晉懷帝永嘉五年）
- 王羲之九歲。北方戰亂，中原氏族大批南遷。

公元314年（西晉愍帝建興二年）
- 王羲之十二歲，讀其父所輯《筆論》，書法技術進步。衛夫人對王曠云：「近觀是兒書，集有老成之智，必見筆訣也。」

公元315年（西晉愍帝建興三年）
- 王羲之十三歲，拜謁周顗，周顗以牛心炙先啖王羲之，客皆驚奇，王羲之始知名。

公元318年（東晉元帝建武二年）
王羲之十六歲，開始隨同叔父王廙學習書法及繪畫。
公元322年（東晉元帝永昌元年）
- 王羲之二十歲。族伯王敦在武昌起兵，攻陷石頭城，王導率王氏族人請罪。晉元帝卒，太子司馬绍即位，史稱晉明帝。王羲之叔父王廙卒。

公元323年（東晉明帝太寧元年）
- 王羲之二十一歲，郗鑒向王府求親，王導請人到東廂選婿。王羲之坦腹東床，被郗鑒選中，召為婿。郗鑒女兒名浚，字子房，亦長於書法。

公元324年（東晉明帝太寧二年）
- 王羲之二十二歲。王敦再次起兵，王導、温峤、郗鑒、庾亮等人受命平叛。王敦病死軍中。王羲之被朝廷任命為秘书郎。

公元334年（東晉成帝咸和九年）
- 王羲之三十二歲。朝廷任命庾亮都督江、荊、豫、益、梁、雍六州諸軍事，領江、荊、豫三州刺史，鎮守武昌。王羲之為庾亮的參軍、選長史，殷浩、王胡之亦在庾亮軍中供職。

公元335年（東晉成帝咸康元年）
- 王羲之三十三歲，改任臨川太守。晉《中興書》載：羲之自會稽王友改授臨川太守。

公元336年（東晉成帝咸康二年）
- 王羲之三十四歲。叔父尚書僕射王彬卒。

公元341年（東晉成帝咸康七年）
- 王羲之三十九歲，寫《敬倫帖》。

公元343年（東晉康帝建元元年）
- 王羲之四十一歲，寫《稚恭進鎮帖》。

公元344年（東晉康帝建元二年）
- 王羲之四十二歲，子王獻之生。

公元345年（東晉穆帝永和元年）
- 王羲之四十三歲，寫有《顏劉氏墓志》、《李柏文書》等帖。桓溫都督荊、司、雍、益、梁、寧六州諸軍事，領南蠻校尉、荊州刺史。

公元347年（東晉穆帝永和三年）
- 王羲之四十五歲，時任護軍將軍。朝廷引殷浩為心腹，參預朝政，已牽制桓溫的勢力。王羲之寫《答殷浩書》，希望殷浩顧全大局，與桓溫合作。王羲之寫有《譙周有孫》等帖。

公元348年（東晉穆帝永和四年）
- 王羲之四十六歲，寫《王興之婦宋和之墓志》。

公元349年（東晉穆帝永和五年）
- 王羲之四十七歲，寫《司州供給寥落帖》。衛夫人卒。

公元350年（東晉穆帝永和六年）
- 王羲之四十八歲，由護軍將軍升遷為右軍將軍、會稽內史職。寫有《致邛竹杖》帖。

公元352年（東晉穆帝永和八年）
- 王羲之五十歲，寫有《與會稽王帖》及《報殷浩書》，遺書制止殷浩北伐，殷浩未聽。

公元353年（東晉穆帝永和九年）
- 王羲之五十一歲。三月三日王羲之和謝安、孫綽、郝曇、支遁及其子徽之、凝之、獻之等41人，在會稽山陰之兰亭修袚禊之禮。眾人『曲水流觴』飲酒作詩。王羲之為所集詩作序，寫下《蘭亭集序》。

公元355年（東晉穆帝永和十一年）
- 王羲之五十三歲，誓墓辭官，結束仕途生涯。寫有《誓墓文》及《來禽帖》等。

公元356年（東晉穆帝永和十二年）
- 王羲之五十四歲，寫《歸京帖》、《喪亂帖》。

公元358年（東晉穆帝升平二年）
- 王羲之五十六歲，與友人終日遊山玩水，採服藥石。寫《與桓公笺》、《重熙書帖》。

公元360年（東晉穆帝升平四年）
- 王羲之五十八歲。寫有《寒切帖》（又名《謝司馬帖》，有唐摹本傳世，天津博物館藏）。

公元361年（東晉穆帝升平五年）
- 王羲之五十九歲，誤服藥石身亡。寫有《登汶嶺帖》、《年垂耳順帖》。